# Die Simpsons/Staffel 16
Die sechzehnte Staffel der US-amerikanischen Zeichentrickserie Die Simpsons wurde vom 7. November 2004 bis zum 15. Mai 2005 auf dem US-amerikanischen Sender Fox gesendet. Die deutschsprachige Free-TV-Erstausstrahlung sendete der Sender ProSieben vom 29. Oktober 2005 bis zum 11. Februar 2006.
Die Staffel wurde am 3. Dezember 2013 in den Vereinigten Staaten und am 2. Dezember 2013 in Deutschland auf DVD veröffentlicht. Die Blu-ray Veröffentlichung erfolgte in den Vereinigten Staaten ebenfalls am 3. Dezember 2013. In Deutschland erfolgte sie erst am 11. Dezember 2013.

## Episoden
| Nr. (ges.) | Nr. (St.) | Deutscher Titel                              | Originaltitel                                | Erstausstrahlung (USA) | Deutschsprachige Erstausstrahlung (D) | Regie              | Drehbuch          | Prodc. |
| --- | --------- | -------------------------------------------- | -------------------------------------------- | ---------------------- | ------------------------------------- | ------------------ | ----------------- | ------ |
| 336 | 1         | Vier Enthauptungen und ein Todesfall         | Treehouse of Horror XV                       | 7. Nov. 2004           | 29. Okt. 2005                         | Bill Odenkirk      | David Silverman   | FABF23 |
| The Ned Zone – Ned kann den Tod eines Menschen vorhersagen, indem er ihn berührt. Four Beheadings and a Funeral – Meisterdetektivin Eliza Simpson und ihr Assistent Dr. Bartley müssen Inspektor Wiggum im alten England bei Mordfällen helfen. In the Belly of the Boss – Homer und seine Familie werden derart geschrumpft, dass sie mit einem winzigen Gerät in Mr. Burns Körper eingesetzt werden können. |           |                                              |                                              |                        |                                       |                    |                   |        |
| 337 | 2         | Die geheime Zutat                            | All’s Fair in Oven War                       | 14. Nov. 2004          | 3. Sep. 2005                          | Matt Selman        | Mark Kirkland     | FABF20 |
| Marge nimmt bei einem Kochwettbewerb teil und versucht, aus Frustration über das unfaire Verhalten ihrer Konkurrenten, mit unlauteren Mitteln zu gewinnen. Währenddessen renoviert Bart zusammen mit Milhouse sein Baumhaus, nachdem er die Lifestyle-Artikel in Homers alten „Playdude“-Ausgaben gelesen hat. |           |                                              |                                              |                        |                                       |                    |                   |        |
| 338 | 3         | Der Feind in meinem Bett                     | Sleeping with the Enemy                      | 21. Nov. 2004          | 10. Sep. 2005                         | Jon Vitti          | Lauren MacMullan  | FABF19 |
| Weil ihre eigenen Kinder sie nicht beachten, wird Nelson Muntz von Marge „adoptiert“. Währenddessen glaubt Lisa, sie hätte Übergewicht. Bart macht sich schließlich auf die Suche nach Nelsons Eltern. Er entdeckt Nelsons Vater bei einem Zirkus, während Nelsons Mutter aus Hollywood zurückkehrt. |           |                                              |                                              |                        |                                       |                    |                   |        |
| 339 | 4         | Marges alte Freundin                         | She Used to Be My Girl                       | 5. Dez. 2004           | 17. Sep. 2005                         | Tim Long           | Matthew Nastuk    | FABF22 |
| Marge trifft ihre alte Freundin Chloe von der High School. Sie ist so erfolgreich, dass Marge sich über ihren eigenen Lebensstil Gedanken macht. Lisa will Chloe zu einer UNO-Frauenkonferenz begleiten, stattdessen geraten beide in einen Vulkanausbruch. Lisa wird von Marge gerettet, während Chloe von einem Hubschrauber gerettet wird, den Barney steuert. |           |                                              |                                              |                        |                                       |                    |                   |        |
| 340 | 5         | Dicker Mann und kleiner Junge                | Fat Man and Little Boy                       | 12. Dez. 2004          | 24. Sep. 2005                         | Joel H. Cohen      | Mike B. Anderson  | FABF21 |
| Nachdem Bart seinen letzten Milchzahn verloren und dafür kein Geld von der Zahnfee bekommen hat, verdient er ein Vermögen als erfolgreicher T-Shirt-Designer. Homer verliert seinen Job im Atomkraftwerk und wird finanziell von Bart abhängig. Er baut für Lisas Physikwettbewerb mittels echter Brennstäbe ein Modell eines Kernkraftwerks, womit er auch den Großhändler Gladwell, der Bart um sein Geld betrügt, bedroht. |           |                                              |                                              |                        |                                       |                    |                   |        |
| 341 | 6         | Nach Kanada der Pillen wegen                 | Midnight Rx                                  | 16. Jan. 2005          | 1. Okt. 2005                          | Marc Wilmore       | Nancy Kruse       | FABF16 |
| Mr. Burns verkündet auf einer Party, dass er seinen Angestellten die medizinische Versorgung kürzt. Als andere Unternehmen nachziehen, müssen die Einwohner Springfields unter den hohen Preisen für Medikamente leiden. Homer fährt zusammen mit Grandpa nach Kanada, um dort günstig Medizin einzukaufen. |           |                                              |                                              |                        |                                       |                    |                   |        |
| 342 | 7         | Moes Taverne                                 | Mommie Beerest                               | 30. Jan. 2005          | 8. Okt. 2005                          | Michael Price      | Mark Kirkland     | GABF01 |
| Nachdem der alte Gesundheitsinspektor, ein alter Freund von Moe, tragisch an einem Solei stirbt, schließt sein Nachfolger Moes Taverne wegen zahlreicher Verstöße gegen die Vorschriften. Um eine Renovierung in der Taverne zu ermöglichen, gibt Homer seinem Freund ein Darlehen, für das er mit seinem Haus bürgt. Marge will die Investition im Auge behalten und steigt bei Moe als Partnerin ein. Die beiden verstehen sich immer besser. Homer wird besonders eifersüchtig, als die beiden gemeinsam zu einem Geschäftstermin fliegen möchten.                                                                                 |           |                                              |                                              |                        |                                       |                    |                   |        |
| 343 | 8         | Homer und die Halbzeit-Show                  | Homer and Ned’s Hail Mary Pass               | 6. Feb. 2005           | 15. Okt. 2005                         | Tim Long           | Steven Dean Moore | GABF02 |
| Nachdem ein ausschweifender Freudentanz Homers seinen Weg ins Internet findet, suchen ihn verschiedene Sportler auf, damit er ihre eigenen Tänze choreographiert, die sie nach Punktgewinnen aufführen. Unterdessen dreht Ned blutrünstige Bibelfilme, die sich im Wesentlichen auf die gewalttätigen Aspekte der Bibelgeschichten beschränken. |           |                                              |                                              |                        |                                       |                    |                   |        |
| 344 | 9         | Pranksta Rap                                 | Pranksta Rap                                 | 13. Feb. 2005          | 5. Nov. 2005                          | Matt Selman        | Mike B. Anderson  | GABF03 |
| Bart will unbedingt zu einem Rap-Konzert. Weil Marge das verbietet, schleicht er sich aus dem Haus – und landet sogar auf der Bühne. Bei seiner Rückkehr bemerkt er, dass ihn Ärger erwartet. Bart gibt vor, entführt worden zu sein. Da die vorgetäuschte Entführung zufälligerweise für alle Beteiligten enorme Vorteile mit sich bringt, wird die Wahrheit verschwiegen. Nur Lisa versucht dem Ganzen auf den Grund zu kommen. |           |                                              |                                              |                        |                                       |                    |                   |        |
| 345 | 10        | Drum prüfe, wer sich ewig bindet             | There’s Something About Marrying             | 20. Feb. 2005          | 22. Okt. 2005                         | J. Stewart Burns   | Nancy Kruse       | GABF04 |
| Weil Bart und Milhouse einem Fernsehmoderator übel mitgespielt haben, leidet der Tourismus in Springfield. Um das Geschäft wieder zu beleben, beschließt die Stadtverwaltung, gleichgeschlechtliche Ehen zuzulassen. Weil sich Reverend Lovejoy weigert, wird Homer durch einen Schnellkurs im Internet Priester. |           |                                              |                                              |                        |                                       |                    |                   |        |
| 346 | 11        | Die böse Hexe des Westens                    | On a Clear Day I Can’t See My Sister         | 6. März 2005           | 19. Nov. 2005                         | Jeff Westbrook     | Bob Anderson      | GABF05 |
| Die Schüler der Springfielder Grundschule fahren zu einem Gletscher, wo Bart Lisa einige böse Streiche spielt. Wieder zuhause erwirkt diese deshalb eine gerichtliche Verfügung, nach der Bart sich ihr höchstens bis auf sechs Meter nähern darf. Später wird sie auf 61 Meter ausgedehnt, sodass Bart am Ende des Gartens wohnen muss, um Lisa nicht näher zu kommen. |           |                                              |                                              |                        |                                       |                    |                   |        |
| 347 | 12        | Der lächelnde Buddha                         | Goo Goo Gai Pan                              | 13. März 2005          | 26. Nov. 2005                         | Lawrence Talbot    | Lance Kramer      | GABF06 |
| Selma kommt in die Menopause und bedauert, keine Kinder mehr bekommen zu können. Ihre einzige Hoffnung ist die Adoption eines chinesischen Mädchens. Weil sie einen Ehemann vorweisen muss, fliegt sie mit Homer als Ehemann und seiner Familie nach China. |           |                                              |                                              |                        |                                       |                    |                   |        |
| 348 | 13        | Homer mobil                                  | Mobile Homer                                 | 20. März 2005          | 3. Dez. 2005                          | Tim Long           | Raymond S. Persi  | GABF07 |
| Marge möchte, dass Homer eine Lebensversicherung abschließt. Er wird jedoch als „nicht versicherbar“ eingestuft, weshalb Marge drastische Sparmaßnahmen ergreift. Homer ist nicht einverstanden und zieht in ein Wohnmobil, das er von dem gesparten Geld gekauft hat. |           |                                              |                                              |                        |                                       |                    |                   |        |
| 349 | 14        | Homer, die Ratte                             | The Seven-Beer Snitch                        | 3. Apr. 2005           | 10. Dez. 2005                         | Bill Odenkirk      | Matthew Nastuk    | GABF08 |
| Die Simpsons stellen bei einem Ausflug nach Shelbyville fest, dass die Bewohner von Springfield dort immer noch für Hinterwäldler gehalten werden. Deshalb beschließt das Kultur-Komitee, eine Konzerthalle bauen zu lassen, entworfen vom Architekten Frank Gehry. Weil aber in Springfield klassische Musik nicht gut ankommt, wird das Gebäude von Mr. Burns zu einem Gefängnis umgebaut, in dem später auch Homer als Häftling einsitzen muss. Homer versucht sich bei Mr. Burns als Gefängnisspitzel, was jedoch seine Mithäftlinge bemerken. Sie wollen Homer umbringen, was aber von Marge rechtzeitig verhindert werden kann. |           |                                              |                                              |                        |                                       |                    |                   |        |
| 350 | 15        | Future-Drama                                 | Future-Drama                                 | 17. Apr. 2005          | 17. Dez. 2005                         | Matt Selman        | Mike B. Anderson  | GABF12 |
| Professor Frink präsentiert Bart und Lisa eine Maschine, die ihnen einen Ausblick in ihre Zukunft als Teenager gibt. Homer und Marge haben sich getrennt und Bart und Lisa gehen zum Abschlussball, letztere mit Milhouse. Barts Freundin ist sich jedoch nicht sicher über Barts Zukunft, weshalb dieser Lisa fast ihr Stipendium in Yale wegnimmt. |           |                                              |                                              |                        |                                       |                    |                   |        |
| 351 | 16        | Der eingebildete Dachdecker                  | Don’t Fear the Roofer                        | 1. Mai 2005            | 14. Jan. 2006                         | Kevin Curran       | Mark Kirkland     | GABF10 |
| Es stürmt gewaltig in Springfield und Marge fordert Homer auf, endlich das große Loch im Hausdach zu reparieren. Homer flüchtet zu Moe, wo er sich ebenfalls unwillkommen fühlt. In einer fremden Kneipe lernt er den Dachdecker Ray Magini kennen, der ihm äußerst sympathisch ist. Während der Arbeit verschwindet Ray und taucht nicht wieder auf. Alle glauben nun, dass Homer sich Ray nur eingebildet habe. Dr. Hibbert behandelt Homer mit einer Elektroschock-Therapie, bis auch dieser nicht mehr an die Existenz von Ray glaubt. Doch schließlich taucht Ray wieder auf.                                                    |           |                                              |                                              |                        |                                       |                    |                   |        |
| 352 | 17        | Das große Fressen                            | The Heartbroke Kid                           | 1. Mai 2005            | 7. Jan. 2006                          | Ian Maxtone-Graham | Steven Dean Moore | GABF11 |
| Neue Junkfood-Automaten in der Schule sorgen dafür, dass Bart innerhalb kürzester Zeit gewaltig zunimmt. Schließlich erleidet er einen Herzinfarkt. Weil er jegliche Diät ablehnt und sich weiterhin ungesund ernährt, sehen sich seine Eltern gezwungen, ihn in ein Abnehm-Camp zu schicken. Die Simpsons verwandeln ihr Haus zeitweise in eine Herberge, um die Kosten für das Camp begleichen zu können. |           |                                              |                                              |                        |                                       |                    |                   |        |
| 353 | 18        | Lisa Simpson: Superstar                      | A Star is Torn                               | 8. Mai 2005            | 21. Jan. 2006                         | Carolyn Omine      | Nancy Kruse       | GABF13 |
| Springfield bekommt seine eigene Superstar-Gesangsshow: Krusty's Lil' Starmaker. Obwohl die Konkurrenz groß ist, nimmt auch Lisa teil, mit einem eigens von Homer für sie geschriebenen Song. Homer findet Gefallen an der Rolle als Manager und betreut Lisa auch weiterhin erfolgreich. |           |                                              |                                              |                        |                                       |                    |                   |        |
| 354 | 19        | Das jüngste Gericht                          | Thank God It’s Doomsday                      | 8. Mai 2005            | 28. Jan. 2006                         | Don Payne          | Michael Marcantel | GABF14 |
| Inspiriert durch einen religiösen Film beginnt Homer überall Zeichen für das nahende Jüngste Gericht zu sehen und errechnet ein exaktes Datum. Er verspricht die Errettung und als nichts geschieht, wenden sich alle von ihm ab. |           |                                              |                                              |                        |                                       |                    |                   |        |
| 355 | 20        | Schau heimwärts, Flanders                    | Home Away From Homer                         | 15. Mai 2005           | 4. Feb. 2006                          | Joel H. Cohen      | Bob Anderson      | GABF15 |
| Marge schlägt Ned Flanders vor, wegen seiner Geldnot, ein Zimmer zu vermieten. Die beiden Studentinnen, die dort einziehen, nutzen den Raum jedoch für anrüchige Live-Videos im Internet. Homer verbreitet dies in der ganzen Stadt, nur Ned bleibt ahnungslos. Als er davon erfährt, zieht er in die freundlichere Stadt Humbleton. Doch die Bewohner Humbletons wollen, dass Ned seinen Schnauzbart abrasiert. Er weigert sich und zieht zurück nach Springfield. |           |                                              |                                              |                        |                                       |                    |                   |        |
| 356 | 21        | Der Vater, der Sohn und der heilige Gaststar | The Father, The Son, and The Holy Guest Star | 15. Mai 2005           | 11. Feb. 2006                         | Matt Warburton     | Michael Polcino   | GABF09 |
| Bart wird von der Schule verwiesen und muss deshalb auf eine katholische Schule. Mit Hilfe des jungen Pfarrers Sean findet Bart schnell Gefallen an der neuen Religion und auch Homer lässt sich überreden. Marge, Ned und Reverend Lovejoy beschließen, ihre Schäfchen zu retten. |           |                                              |                                              |                        |                                       |                    |                   |        |